# Oana-Marciana Özmen
Oana-Marciana Özmen (n. 28 octombrie 1974, București, România) este un deputat român, ales în 2020 din partea USR. 